# Página de sucesos
Página de sucesos es una serie española de televisión de 13 capítulos de una hora de duración, estrenada en TVE el 18 de octubre de 1985, con dirección de Antonio Giménez Rico.

## Argumento
La serie narra las aventuras de dos periodistas, Charly (Patxi Andión) y Pepe (Iñaki Miramón), que trabajan en la sección de sucesos del periódico El correo independiente. En cada episodio se les asigna la tarea de cubrir la información sobre un suceso acontecido en la ciudad de Madrid. La crónica negra se alterna, además, con historias personales de los personajes principales.

## Reparto
- Patxi Andión ... Charly
- Iñaki Miramón ... Pepe
- María Asquerino ... Cándida
- Elisa Laguna ... Mercedes
- Ana Gracia ... María Luisa
- Alicia Sánchez ... Mari Cruz

## Ficha técnica
- Dirección, Realización: Antonio Giménez Rico
- Guion: Esmeralda Adán y Manuel Ruiz Castillo
- Producción: Ramón Salgado
- Fotografía: Rafael Casenave
- Música: Carmelo Bernaola

## Episodios
- El asesinato de un hada - 25 de octubre de 1985
  - Eulalia Ramón
  - Juan Diego

- ¡Cuatreros! - 1 de noviembre de 1985
  - Félix Dafauce
  - Nina Ferrer
  - Claudia Gravy
  - Francisco Marsó
  - Francisco Merino
- Carta de Stugartt - 8 de noviembre de 1985
  - Patxi Andión
  - María Asquerino
  - Iñaki Miramón
- Cintas verdes - 15 de noviembre de 1985
  - Carlos Lucena
  - Félix Rotaeta
  - Pepa Valiente
  - Fernando Valverde

- La curiosidad mata al gato - 22 de noviembre de 1985
  - Sancho Gracia
  - Jack Taylor
  - Elke Widmayer

- Camellos, caballos y monos - 29 de noviembre de 1985
  - Juan Luis Galiardo
  - Ricardo Palacios
  - María Luisa San José

- ... como cristal - 6 de diciembre de 1985
  - Paco Catalá
  - Manuel Torremocha

- El crimen de Don Benito - 13 de diciembre de 1985
  - Inma de Santis
  - Mercedes Gamero
  - Arturo López
  - Elisenda Ribas
- Ir en busca del tiempo perdido, son ganas de perder el tiempo - 20 de diciembre de 1985
  - Patxi Andión
  - María Asquerino
  - Iñaki Miramón

- Parejas rotas - 27 de diciembre de 1985
  - Asunción Balaguer
  - Álvaro de Luna
  - María Elías
  - Beatriz Elorrieta
  - María Garralón
  - Concha Leza

- El secreto de un burgués - 3 de enero de 1986
  - Simón Andreu
  - Antonio Gamero

- El sacamantecas - 10 de enero de 1986
  - Esperanza Alonso
  - Carmen Lozano
  - Guillermo Montesinos
  - Mario Pardo
  - Fernando Sancho

- La voz del diablo - 17 de enero de 1986
  - Cándida Losada
  - Luis Maluenda
  - Manuel Peiró
  - Miguel Rellán